# Hemiphractus bubalus
Espèce
Synonymes
- Cerathyla bubalus Jiménez de la Espada, 1870
- Cerathyla braconnieri Jiménez de la Espada, 1870
- Cerathyla palmarum Jiménez de la Espada, 1870

Statut de conservation UICN

 NT  : Quasi menacé
Hemiphractus bubalus est une espèce d'amphibiens de la famille des Hemiphractidae.

## Répartition
Cette espèce se rencontre  de 300 à 2 000 m d'altitude sur le versant amazonien de la cordillère des Andes :
- au Pérou dans les régions de Loreto et d'Amazonas ;
- en Équateur ;
- en Colombie dans les départements de Putumayo et de Caquetá.

## Publication originale
- Jiménez de la Espada, 1870 : Faunae neotropicalis species quaedam nondum cognitae. Jornal de sciencias mathematicas, physicas e naturaes, Academia Real das Sciencas de Lisboa, vol. 3, p. 57-65 (texte intégral).